# Jaroslav Jára
Jaroslav Jára (født 21. februar 1964) er en tjekkisk fodbolddommer. Jára tilhører UEFAs premier-dommere. Han har pr. juli 2007 aldrig dømt EM eller VM, men han har dømt to kampe i Champions League og ni kamper i UEFA-cupen